# Rudolf von Ribbentrop
Rudolf von Ribbentrop (Wiesbaden, 11 de mayo de 1921-Ratingen, 20 de mayo de 2019) fue un comerciante alemán de vinos y capitán de las SS que sirvió durante la Segunda Guerra Mundial. Era hijo del diplomático germano y ministro de Asuntos Exteriores, Joachim von Ribbentrop, este último ejecutado en la horca, tras los juicios de Nurenberg en 1946.

## II Guerra Mundial
El 1 de septiembre de 1939, cuando la Segunda Guerra Mundial comenzó, Ribbentrop se unió como recluta en la 2.ª División SS Das Reich, con el que se desempeñó durante la campaña occidental, recibiendo la Cruz de Hierro de segunda clase. Durante la Operación Barbarroja, la invasión de la Unión Soviética, su unidad fue enviada a Finlandia. En febrero de 1943 se le asignó a un Panzer en la 1.ª División Leibstandarte SS Adolf Hitler y se le envía a Járkov en febrero de 1943, en la que participó en la tercera batalla de Járkov. 
Ribbentrop fue galardonado con la Cruz de Caballero de la Cruz de Hierro el 15 de julio de 1943. El 1 de agosto fue trasladado a la recién creada división de los SS Hitlerjugend como oficial de entrenamiento y comandante de la compañía. Durante la batalla de Normandía, Ribbentrop fue galardonado con la Cruz Alemana en Oro. Tras la ruptura de Falaise, su división se retiró participando en la batalla de las Ardenas. Se entregó al ejército estadounidense el 8 de mayo de 1945.

## Después de la guerra
Después de la guerra, se dedicó con éxito al comercio en Fráncfort del Meno y Wiesbaden. En 1960 se casó con la baronesa Ilse-Maria von Munchausen.
En el otoño de 2015, Rudolf von Ribbentrop visitó Moscú, el 24 de octubre, en una de las salas de conferencias del complejo hotelero de Izmailovo, presentó su libro “Mi padre Joachim von Ribbentrop: "¡Nunca contra Rusia!""